# رودريغو فيلسا
رودريغو فيلسا (بالإسبانية: Rodrigo Vilca)‏ (مواليد 12 مارس 1999) هو لاعب كرة قدم بيروفي يلعب في مركز خط الوسط في نادي نيوكاسل يونايتد.

## روابط خارجية
- رودريغو فيلسا على موقع قاعدة بيانات كرة القدم.إي يو (الإنجليزية)
- رودريغو فيلسا على موقع Soccerway.com (الإنجليزية)
- رودريغو فيلسا على موقع عالم كرة القدم.نت (الإنجليزية)